# Gonystylus acuminatus
Gonystylus acuminatus är en tibastväxtart som beskrevs av Airyshaw. Gonystylus acuminatus ingår i släktet Gonystylus och familjen tibastväxter. Inga underarter finns listade i Catalogue of Life.